# Martial Yeo
Martial Yeo (Abidjan, 24 settembre 1954) è un allenatore di calcio ed ex calciatore ivoriano.

## Carriera

### Allenatore
Il primo incarico gli venne assegnato nel 1987, quando la Federazione calcistica ivoriana lo nomina commissario tecnico della Nazionale. Nel 1988 ritorna ad allenare la selezione dopo un breve interregno del brasiliano Antônio Lopes, ma viene presto rimpiazzato da Rade. Nel 1992 Yeo vive un anno positivo: gli viene difatti affidato il compito di guidare la Nazionale ivoriana durante la Coppa d'Africa 1992, organizzata dal Senegal. La manifestazione si decise ai tiri di rigore, e la parata di Gouaméné sul ghanese Baffoe consegnò il trofeo nelle mani degli uomini di Yeo. Data la vittoria nella massima competizione continentale, la Nazionale africana si qualificò per la FIFA Confederations Cup 1992: in due partite la squadra subì 9 reti, quattro a opera dell'Argentina e cinque dagli Stati Uniti.
Il successivo impiego di Yeo fu in una squadra di club, l'Africa Sports di Abidjan, sua città natale: il tecnico contribuì alla vittoria in campionato e in Coppa delle Coppe d'Africa 1999. Lasciata la panchina della società, nel 2001 ha fondato una propria accademia calcistica, grazie anche all'aiuto della società italiana del Parma.
Dal 2002 al 2003 ha poi seguito la Nazionale nigerina, partecipando alle qualificazioni per Germania 2006, mentre nel 2004 è stato nominato direttore tecnico della Nazionale ivoriana, che già aveva diretto in passato.

## Palmarès

### Allenatore

#### Club

##### Competizioni nazionali
- Campionato ivoriano: 1

Africa Sports: 1999

##### Competizioni internazionali
- Coppa delle Coppe d'Africa: 1

Africa Sports: 1999

#### Nazionale
- Coppa d'Africa: 1

Coppa d'Africa 1992